# Meny (butik)
Meny är en norsk matvarukedja.
Kedjan är en del av Norgesgruppen. Den första Meny-butiken öppnade 1992. År 2021 finns det 186 Meny-butiker i Norge.